# Salário-maternidade
O salário-maternidade é um benefício previdenciário pago à segurada da Previdência Social do Brasil durante o período de afastamento do trabalho em razão do parto, adoção, guarda judicial para fins de adoção ou aborto espontâneo. No Brasil, esse benefício está previsto na Constituição Federal de 1988 e regulamentado por leis infraconstitucionais, como a Lei nº 8.213/1991, que trata dos Planos de Benefícios da Previdência Social.

## Histórico
O salário-maternidade foi instituído no Brasil em 1943, com a promulgação da Consolidação das Leis do Trabalho (CLT). Contudo, o benefício foi incorporado definitivamente à seguridade social com a Constituição de 1988, sendo posteriormente regulamentado pelas leis da Previdência Social. Desde então, o benefício passou por diversas mudanças, incluindo ampliações no prazo de concessão e na abrangência das beneficiárias.

## Requisitos e Beneficiárias
Podem ter direito ao salário-maternidade:
- Empregadas com carteira assinada (inclusive empregadas domésticas);
- Trabalhadoras avulsas;
- Contribuintes individuais, facultativas ou seguradas especiais, desde que cumpram o período de carência exigido;
- Desempregadas, desde que ainda estejam no período de graça da Previdência Social;
- Cônjuges ou companheiros, em caso de falecimento da segurada durante o parto.

O benefício também é devido nos casos de adoção ou guarda judicial para fins de adoção, tanto para mulheres quanto para homens, desde que sejam segurados do INSS.

## Duração do Benefício
O período padrão de duração do salário-maternidade é de 120 dias, podendo ser ampliado para 180 dias em alguns casos específicos, como em empresas que aderem ao Programa Empresa Cidadã. O início do afastamento pode ocorrer até 28 dias antes do parto ou a partir da data do nascimento do bebê, de acordo com orientação médica.
Nos casos de adoção ou guarda judicial para fins de adoção, o benefício também é concedido por 120 dias, independentemente da idade da criança adotada.
Em casos de aborto espontâneo ou previsto em lei (estupro ou risco de vida para a mãe), o benefício é pago por 14 dias, mediante apresentação de atestado médico.

## Valor do Benefício
O valor do salário-maternidade varia conforme a categoria da segurada:
- Para empregadas com carteira assinada, o valor é igual à remuneração mensal integral.
- Para empregadas domésticas, é equivalente ao último salário de contribuição.
- Para contribuintes individuais e facultativas, o valor é calculado com base na média dos últimos 12 salários de contribuição.
- Para seguradas especiais, é equivalente a um salário-mínimo, salvo se houver contribuições facultativas maiores.

## Como solicitar
O requerimento pode ser feito:
- Diretamente com o empregador, no caso de seguradas com vínculo CLT;
- Através do site ou aplicativo Meu INSS, para demais seguradas.

São exigidos documentos como identidade, CPF, comprovante de contribuições e documento que comprove o evento (certidão de nascimento, termo de guarda, etc.).

## Aspectos legais
O salário-maternidade é garantido pela Constituição Federal (art. 7º, XVIII) e regulamentado pela Lei nº 8.213/1991 e pelo Decreto nº 3.048/1999. A legislação assegura o direito ao benefício mesmo para mães adotivas e em casos de aborto não criminoso.
A Reforma da Previdência de 2019 (Emenda Constitucional nº 103) não alterou as regras básicas do salário-maternidade.

## Importância Social
O salário-maternidade é considerado um dos pilares da proteção à maternidade no Brasil, contribuindo para a segurança econômica da mulher no momento do nascimento ou adoção de um filho e para a promoção da igualdade de gênero no trabalho. Além disso, fortalece os vínculos familiares nos primeiros meses de vida da criança.